# (400143) 2006 UC227
(400143) 2006 UC227 es un asteroide perteneciente al cinturón de asteroides, descubierto el 20 de octubre de 2006 por el equipo del Near Earth Asteroid Tracking desde el Observatorio del Monte Palomar, Estados Unidos.

## Designación y nombre
Designado provisionalmente como 2006 UC227.

## Características orbitales
2006 UC227 está situado a una distancia media del Sol de 2,618 ua, pudiendo alejarse hasta 3,109 ua y acercarse hasta 2,127 ua. Su excentricidad es 0,187 y la inclinación orbital 12,88 grados. Emplea 1547,85 días en completar una órbita alrededor del Sol.

## Características físicas
La magnitud absoluta de 2006 UC227 es 17.